# Francesco Zani
Francesco Zani, detto Franco (Iseo, 24 ottobre 1938), è un ex rugbista a 15 italiano, terza linea di grande fisicità, ha giocato gran parte della sua carriera in Francia all'Agen, diventando uno dei giocatori più emblematici.

## Biografia
Inizia a giocare a rugby a 15 anni, continuando anche durante il servizio militare in Polizia. Dopo aver vinto due campionati italiani nel 1959-60 e nel 1960-61 con le Fiamme Oro di Padova si trasferì in Francia per giocare nell'Agen.
Alla sua prima stagione guidò l’Agen alla conquista del Bouclier de Brennus, replicando anche nel 1964-65 e nel 1965-66. In Nazionale esordì il 10 aprile 1960 nella vittoria con la Germania e fu tra i protagonisti della mala Pasqua del 1962 quando contro la Francia gli Azzurri furono sconfitti a Grenoble 12-14 con una meta dei francesi all’ultimo istante. Oltralpe divenne uomo “copertina”, appariva su manifesti e pubblicità. Sulle rive della Garonna giocò fino al 1974 e successivamente si stabilì in Francia.

## Palmarès
- Campionati italiani: 2
Fiamme Oro: 1959-60, 1960-61
- Campionati francesi: 3
Agen: 1961-62, 1964-65, 1965-66
- Coppe di Francia: 1
Agen: 1963